# Jungermannia flagellalioides
Jungermannia flagellalioides là một loài rêu tản trong họ Jungermanniaceae. Loài này được (C. Gao) Piippo miêu tả khoa học lần đầu tiên năm 1990.